# La Horra
La Horra ist ein Ort und eine Gemeinde (municipio) mit 299 Einwohnern (Stand: 2024) im Zentrum der Provinz Burgos in der Autonomen Gemeinschaft Kastilien und León. La Horra liegt in der Comarca und der Weinbauregion Ribera del Duero.

## Lage und Klima
Die Gemeinde La Horra liegt etwa 50 Kilometer südsüdöstlich der Provinzhauptstadt Burgos am Río Lobos in einer Höhe von ca. 802 m. Das Klima ist gemäßigt bis warm; Regen (ca. 540 mm/Jahr) fällt übers Jahr verteilt.

## Wirtschaft
Die Ortschaft ist umgeben von Weinbergen, die hier bewirtschaftet werden. Einige Güter können besucht werden. Das größte ist das Viña Sastre.

## Sehenswürdigkeiten
- Kirche Mariä Himmelfahrt (Iglesia de la Asunción de Nuestra Señora)

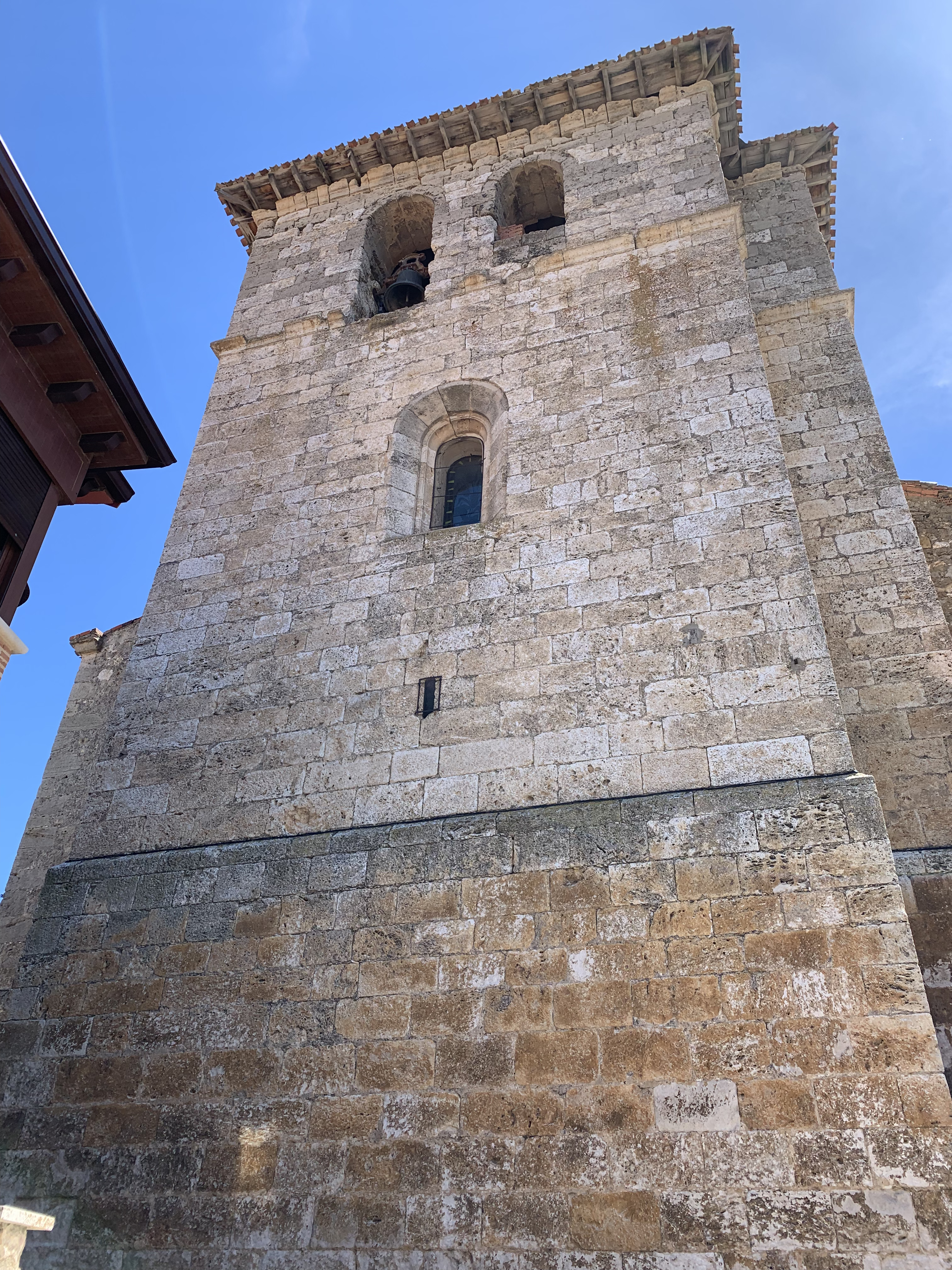
Kirche Mariä Himmelfahrt

## Persönlichkeiten
- Rafael Cob García (* 1951), Apostolischer Vikar von Puyo